# Rákospalotai EAC
Le Rákospalotai EAC est un club de football hongrois basé à Budapest.

## Historique
- 1912 : fondation du club